# Starobrno

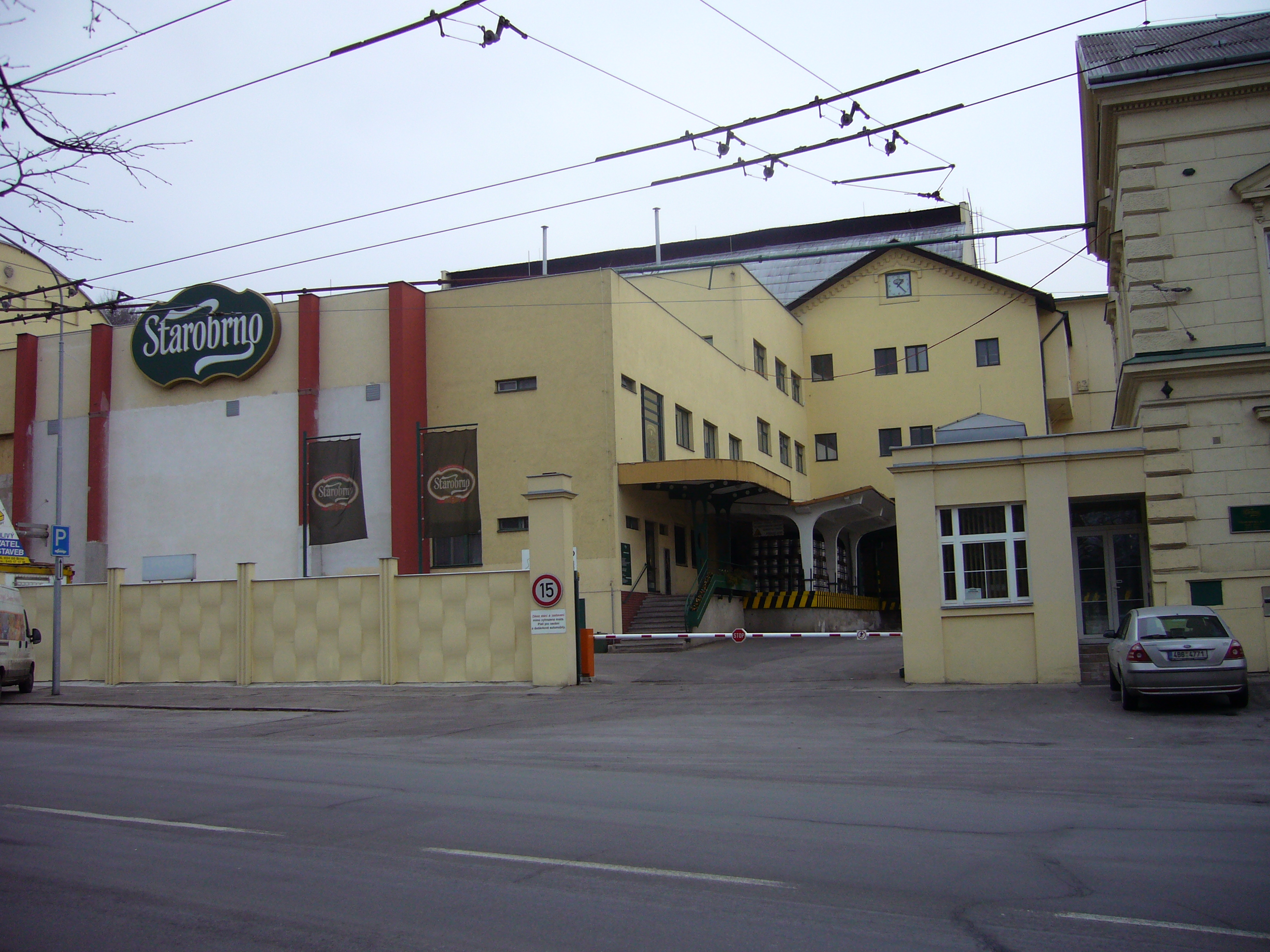
Starobrno-bryggeriet

Starobrno är ett tjeckiskt öl som kommer från den tjeckiska staden Brno. Det bryggs på bryggeriet Pivovar Starobrno. Borgarna i Brno tilldelades kungliga rättigheter att brygga öl av Wenzel I år 1243. Ett cistercienserkloster grundades 1323 i gamla Brno, och som klostret anlade 1325 det bryggeri som blev dagens Starobrno. Bryggeriet ägs numera av Heineken.